# CSM București (női kézilabda)
A Clubul Sportiv Municipal Bucureşti, más néven CSM Bucureşti, CSM vagy CSM Bukarest  egy kézilabdacsapat Bukarestben, Romániában. Női szakosztályának csapata a román élvonalban szerepel. A klubot 2007-ben alapították, mérkőzéseit az 5300 férőhelyes Sala Polivalentában játssza. A 2010-es évektől kezdve a CSM București mind a román, mind pedig az európai kézilabdázás meghatározó csapata. A csapat még sohasem esett ki a Liga Naţionalából. Három egymást követő évben nyert hazájában bajnoki címet, és ez idő alatt a Bajnokok Ligája is mindannyiszor résztvevője volt a Final Fournak. A csapat kabalaállata a tigris.

## A klub története

### A kezdeti évek
A CSM Bucureşti 2007-ben alakult a fiatalok körében a kézilabda népszerűsítésére irányuló program részeként. Két szezont töltöttek a román másodosztályban, majd amikor a 2008–2009-es szezon végén a Rapid Bucureşti pénzügyi nehézségekkel küzdött, tizenegy játékosa és edzője, Vasile Mărgulescu is a CSM-hez tette át székhelyét. Az új játékosok tapasztalatának köszönhetően a klub minden Divizia A mérkőzését megnyerte, és feljutott az élvonalba.
2010-től a CSM Bucureşti a Liga Naţională mezőnyének állandó tagja. Debütáló szezonjában harmadik lett az Oltchim Vâlcea és a kolozsvári CS Universitatea mögött. A 2011–2012-es szezonban a nemzetközi porondon is bemutatkozhattak, miután kiharcolták az EHF-kupa-szereplés jogát. A legjobb tizenhat között a szintén román zilahi HC Zalău ejtette ki a csapatot.

### Az első bajnoki cím (2015)
Mărgulescut a 2014-es rossz szezonkezdet után kirúgták, és Mette Klit vette át a helyét a csapat élén. A klub vezetősége ekkor már egyértelműen a bajnoki cím megszerzését tűzte ki célul. 2014 tavaszán négy brazil világbajnok, Mayssa Pessoag, Ana Paula Belo, Deonise Cavaleiro és Fernanda da Silva, valamint két Európa-bajnok, a spanyol Carmen Martín és a dán Linnea Torstenson érkezett a csapathoz, miközben a román válogatott tagjai közül itt játszott Oana Manea, Iulia Curea és Talida Tolnai. Az előszezonban megnyerték az első ízben megrendezett Bukarest Trophyt, a döntőben a Budućnost Podgoricát legyőzve. A szezonban az első nyolc és az utolsó hat bajnokiját is sorozatban nyerte meg a CSM, és története első bajnoki címét ünnepelhette, megelőzve a rivális nagybányai HCM Baia Mare csapatát.

### Bajnokok Ligája-diadal és sorozatos bajnoki győzelem Romániában (2016–)
A bajnoki cím megnyerésével a CSM automatikusan indulási jogot szerzett a 2015–16-os Bajnokok Ligája csoportkörébe. Újabb meghatározó, nemzetközi szinten is jelentős játékosok érkeztek, így a svéd Isabelle Gulldén,  a románok legendás átlövője, Aurelia Brădeanu és a dán Line Jørgensen, valamint Maria Fisker. Augusztus 23-án újra megnyerték az előszezonbeli Bukarest Trophyt, majd 2015 szeptemberében Mette Klitet Kim Rasmussen váltotta a kispadon.
Rasmussen vezetésével a CSM huszonöt egymást követő bajnoki győzelmet ért el, és 2016 szeptemberében második bajnoki címét is megszerezte a csapat. Ebben az évben a hazai kupát és a Szuperkupát is megnyerte a CSM, mindkét címet a CSM Roman elleni győzelemmel.
A Bajnokok Ligájában a ZRK Budućnost, az IK Sävehof és az SPR Lublin SSA ellen mutatkoztak be. Négy győzelmet szerezve a Podgorica mögött csoportmásodikként jutottak tovább. A középdöntőben ugyan a Győri Audi ETO és a ŽRK Vardar is legyőzte Rasmussen csapatát, de a CSM így is bejutott a torna negyeddöntőjébe,  majd Final Fourjába, miután az orosz Rosztov-Don csapatát mindkét találkozón legyőzte. 2016 májusában a Vardart legyőzve bejutott a sorozat döntőjébe a csapat, ahol a Győrrel mérkőzött meg a trófeáért. Május 8-án a CSM Bucureşti Isabelle Gulldén 15 góljával és Aurélia Bradeanu nagyszerű játékával büntetőkkel megnyerte a Bajnokok Ligáját, 52 év után első román csapatként. A csapat kapusa, Jelena Grubišić lett a négyes döntő MVP-je. A 2017–2018-as Bajnokok Ligája idényben sorozatban másodszor szerezték meg a bronzérmet.

## Sikerei
- Román bajnok:

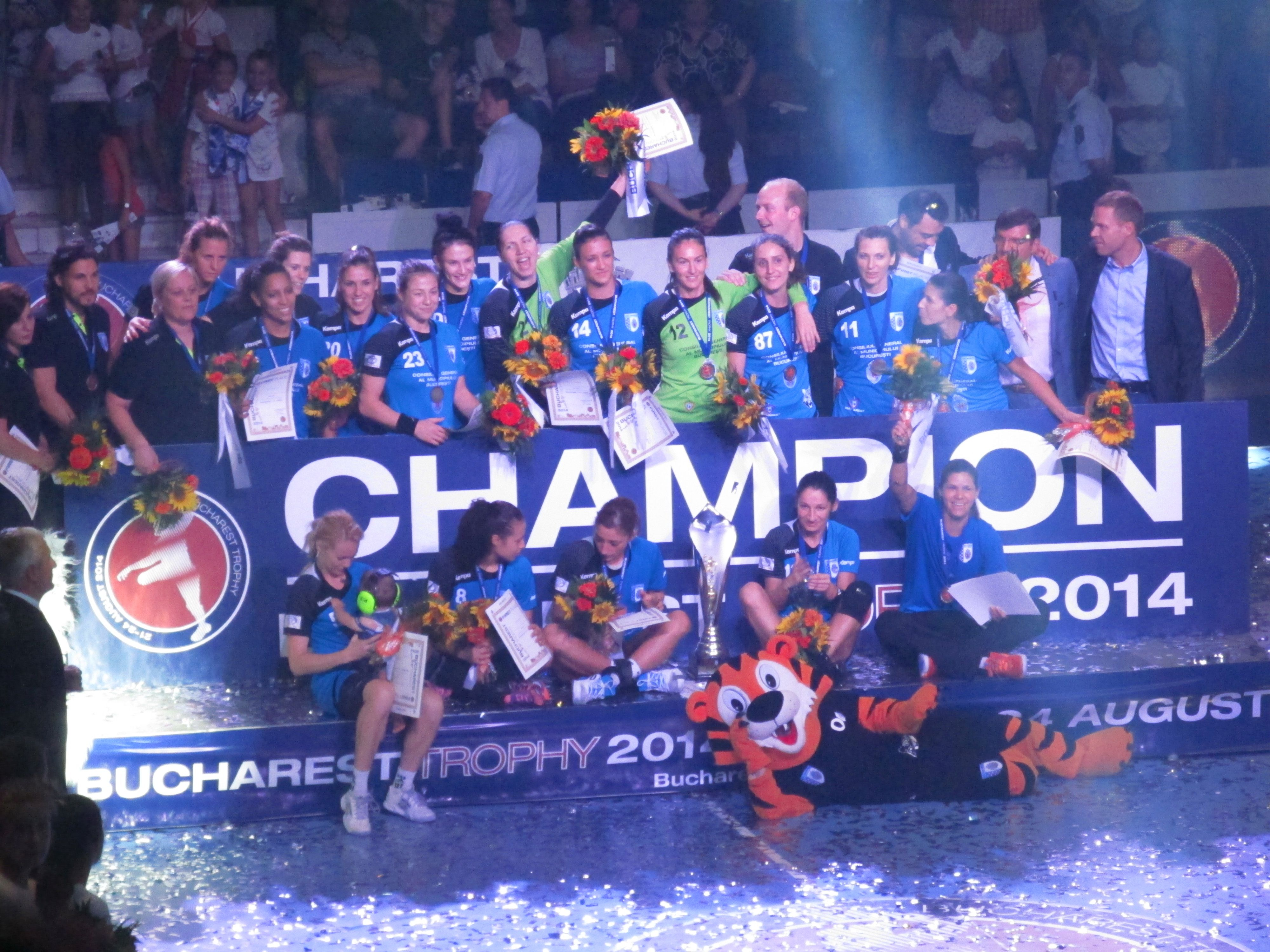
A CSM Bucharest játékosai a 2014-es Bukarest Trophy megnyerését követően

  - 2014–15, 2015–16, 2016–17, 2017–18, 2020–21, 2022–23, 2023–24
- Román Kupa győztes: 2016, 2017, 2018, 2019, 2022, 2023, 2024
- Román Szuperkupa győztes: 2016, 2017, 2019, 2022, 2023
- Bajnokok ligája
  - győztes: 2015–16
  - bronzérmes: 2016–17, 2017–18

## Játékoskeret

### A 2025-2026-os szezon játékoskerete
| Kapusok - 01 Gabriela Moreschi - 16 Evelina Eriksson - 98 Daciana Hosu Jobbszélsők - 02 Mihaela Mihai - 25 Trine Østergaard Jensen Balszélsők - 15 Emma Friis - 21 Alexandra Dindiligan Beállók - 28 Merel Freriks - 34 Tatjana Brnović - 77 Crina Pintea | Balátlövők - 14 Đurđina Jauković - 88 Anne Mette Hansen Irányítók - 09 Andreea Rotaru - 10 Inger Smits - 17 Elizabeth Omoregie Jobbátlövők - 22 Kristina Novak - 61 Valeriia Maslova |

### Változások a 2025–2026-os szezonban
| Érkezők - Anne Mette Hansen (a Metz Handball csapatától) - Kristina Novak (a Brest Bretagne HB csapatától) - Valeriia Maslova (a Ferencvárosi TC csapatától) - Merel Freriks (a Team Esbjerg csapatától) - Tatjana Brnović (az RK Krim Ljubljana csapatától) - Adrian Vasile (vezetőedző) | Távozók - Cristina Neagu (visszavonul) - Andreea Ailincăi (a Paris 92 csapatához) - Emilie Hegh Arntzen (az Ikast Håndbold csapatához) - Vilde Ingstad (a Ferencvárosi TC csapatához) - Pásztor Noémi (a Szombathelyi KKA csapatához) - Alina Grijseels (a Borussia Dortmund csapatához) - Monika Kobylińska (a Gloria Bistrița csapatához) - Helle Thomsen (vezetőedző) (a dán válogatotthoz) |

## Főszponzorok és mezgyártók
| Szezon    | Mezgyártó | Főszponzor                                   |
| --------- | --------- | -------------------------------------------- |
| 2015-2016 | Kempa     | Electromontaj S.A / Diangi Bak 2             |
| 2016-2017 | Kempa     | Electromontaj S.A / Diangi Bak 2 / Borsec    |
| 2017-0000 | Kempa     | Engie                                        |
| 2017-2018 | Kempa     | Engie / BMW / MicroFruits / Borsec / Novatik |

## Statisztika

### Bajnokok Ligája-góllövőlista
- (All-time).

| # | Név                     | Szezon | Gól |
| - | ----------------------- | ------ | --- |
| 1 | Cristina Neagu          | 7      | 677 |
| 2 | Isabelle Gulldén        | 3      | 266 |
| 3 | Elizabeth Omoregie      | 6      | 243 |
| 4 | Carmen Martín           | 5      | 191 |
| 5 | Emilie Hegh Arntzen     | 3      | 161 |
| 6 | Crina Pintea            | 4      | 159 |
| 7 | Siraba Dembélé Pavlović | 3      | 118 |
| 8 | Barbara Lazović         | 3      | 117 |
| 9 | Majda Mehmedović        | 3      | 115 |
| 9 | Andrea Lekić            | 2      | 115 |

### Góllövők a hazai sorozatokban
- (2014-) Frissítve: 2022. február 18-án.

| #  | Név               | Szezon | Gól |
| -- | ----------------- | ------ | --- |
| 1  | Carmen Martín     | 5      | 422 |
| 2  | Iulia Curea       | 6      | 367 |
| 3  | Isabelle Gulldén  | 3      | 359 |
| 4  | Ana Paula Belo    | 2      | 277 |
| 5  | Linnea Torstenson | 4      | 253 |
| 6  | Majda Mehmedović  | 3      | 245 |
| 7  | Bianca Bazaliu    | 5      | 244 |
| 8  | Oana Manea        | 5      | 234 |
| 9  | Cristina Vărzaru  | 3      | 177 |
| 10 | Aurelia Brădeanu  | 2      | 146 |

## Híres játékosok
| - Aurelia Brădeanu - Bianca Bazaliu - Crina Pintea - Cristina Neagu - Cristina Vărzaru - Denisa Dedu - Gabriela Perianu - Iulia Curea - Laura Moisă - Mădălina Ion - Mihaela Tivadar - Oana Manea - Patricia Vizitiu - Paula Ungureanu - Stefania Stoica - Talida Tolnai - Jelena Grubišić - Barbara Lazović - Elizabeth Omoregie - Andrea Lekić - Dragana Cvijić - Željka Nikolić - Andrea Klikovac - Ema Ramusović - Itana Grbić - Jovanka Radičević - Majda Mehmedović - Jekatyerina Vetkova - Marina Szudakova - Anastasia Lobach - Iryna Glibko | - Camille Ayglon-Saurina - Gnonsiane Niombla - Grâce Zaadi Deuna - Kalidiatou Niakaté - Laura Flippes - Laura Glauser - Siraba Dembélé Pavlović - Line Jørgensen - Maria Fisker - Simone Böhme - Amanda Kurtović - Emilie Hegh Arntzen - Malin Aune - Marie Davidsen - Marit Malm Frafjord - Nora Mørk - Isabelle Gulldén - Linnea Torstenson - Nathalie Hagman - Sabina Jacobsen - Martine Smeets - Tess Wester - Yvette Broch - Alexandrina Cabral Barbosa - Carmen Martín - Jennifer Gutiérrez Bermejo - Ana Paula Rodrigues-Belo - Deonise Fachinello - Eduarda Amorim Taleska - Fernanda da Silva - Mayssa Pessoa - Samara Vieira |

## A klub vezetőedzői
| Periódus                      | Vezetőedző        |
| ----------------------------- | ----------------- |
| 2007 június— 2014 február     | Vasile Mărgulescu |
| 2014 február                  | Lucian Ghiulai    |
| 2014 február— 2015 szeptember | Mette Klit        |
| 2015 szeptember — 2016 május  | Kim Rasmussen     |
| 2016 május— 2016 november     | Jakob Vestergaard |
| 2016 november — 2017 április  | Aurelian Roșca    |
| 2017 április — 2017 június    | Per Johansson     |
| 2017 június — 2018 március    | Helle Thomsen     |
| 2018 március — 2018 május     | Per Johansson     |
| 2018 július — 2018 október    | Magnus Johansson  |
| 2018 október — 2019 május     | Dragan Đukić      |
| 2019 július — 2019 október    | Tomas Ryde        |
| 2019 október — 2024 június    | Adrian Vasile     |
| 2024 július —                 | Helle Thomsen     |

## A 2015-2016-osBLgyőztes csapat
| Kapusok - 12 Alina Iordache - 84 Mayssa Pessoa - 87 Jelena Grubišić Balszélsők - 05 Iulia Curea - 25 Maria Stokholm-Fisker Jobbszélsők - 13 Cristina Vărzaru - 20 Carmen Martín Beállók - 18 Maria Cristina Nan - 19 Ekaterina Vetkova - 22 Oana Manea | Balátlövők - 14 Bianca Bazaliu - 17 Linnea Torstenson Irányítók - 04 Isabelle Gulldén - 09 Ana Paula Rodrigues-Belo - 15 Aurelia Brădeanu Jobbátlövők - 10 Line Jørgensen |

## Fordítás
Ez a szócikk részben vagy egészben  a   CSM București (women's handball) című angol Wikipédia-szócikk fordításán alapul.  Az eredeti cikk szerkesztőit annak laptörténete sorolja fel. Ez a jelzés csupán a megfogalmazás eredetét és a szerzői jogokat jelzi, nem szolgál a cikkben szereplő információk forrásmegjelöléseként.